# Турнір Сочинського міськвиконкому
Турнір Сочинського міськвиконкому — футбольне змагання, організоване Сочинським міським виконкомом і Комітетом фізкультури та спорту РРФСР у 1973 та 1976 роках. 
Перший турнір, який відбувся у вересні 1973-го, був присвячений 75-літтю радянського футболу. Другий розіграш, що пройшов наприкінці зими — на початку весни 1976-го, був запланований як етап підготовки до чемпіонату СРСР.

## Розіграш 1973 року

Капітан московського «Спартака» Микола Кисельов отримує приз переможця турніру 1973 року

### 1/4 фіналу
19.09. /Сочі/ «Шахтар» (Донецьк) — «Кайрат» (Алма-Ата) — 4:2
19.09. /Сочі/ «Дніпро» (Дніпропетровськ) — СКА (Ростов-на-Дону) — 1:1, по пен. 5:4

### 1/2 фіналу
21.09. /Сочі/ «Шахтар» (Донецьк) — «Арарат» (Єреван) — 0:0, по пен. 4:3
21.09. /Сочі/ «Спартак» (Москва) — «Дніпро» (Дніпропетровськ) — 1:1, по пен. 5:4

### Матч за V місце
21.09. /Сочі/ СКА (Ростов-на-Дону) — «Кайрат» (Алма-Ата) — 1:0

### Матч за III місце
23.09. /Сочі/ «Арарат» (Єреван) — «Дніпро» (Дніпропетровськ) — 4:2

### Фінал
23.09. /Сочі/ «Спартак» (Москва) — «Шахтар» (Донецьк) — 1:1, по пен. 5:4

## Розіграш 1976 року

### Груповий етап
Переможець групи «А» — «Шахтар» (Донецьк), інші учасники — «Спартак» (Москва), «Зеніт» (Ленінград), «Чорноморець» (Одеса)
Переможець групи «Б» — «Крилья Совєтов» (Куйбишев), інші учасники — «Ністру» (Кишинів), «Локомотив» (Москва), «Дніпро» (Дніпропетровськ)

### Фінал
08-13.03. /Адлер, Сочі/ «Крилья Совєтов» (Куйбишев) — «Шахтар» (Донецьк) — 3:0